# Neobagrus fuscus
Neobagrus fuscus és una espècie de peix de la família dels amblicipítids i de l'ordre dels siluriformes.